# جاسمین متیوز
جاسمین متیوز (انگلیسی: Jasmine Matthews؛ زادهٔ ۲۴ مارس ۱۹۹۳) بازیکن فوتبال اهل انگلستان است که در پست مدافع برای باشگاه لیورپول در سوپر لیگ زنان انگلستان بازی می‌کند.
وی همچنین در تیم‌های ملی فوتبال زیر ۱۷ سال زنان انگلستان, زیر ۱۹ سال زنان انگلستان، و زیر ۲۳ سال زنان انگلستان بازی کرده است.